# Barranc de Sant Pere (Salàs de Pallars)
El barranc de Sant Pere és un barranc íntegrament del terme municipal de Salàs de Pallars, al Pallars Jussà.
Es forma en el Bosc de Salàs, al nord del Serrat del Tarter Gros, i davalla cap al sud-est, de forma paral·lela al Camí del Bosc, o camí vell de Salàs de Pallars a Santa Engràcia. Quan s'aproxima a la vila salassenca, s'anomena, en un tram, Llau dels Camps, just quan emprèn una direcció més decantada cap al sud. Discorre pel costat nord-est de la vila, i va a buscar la zona de darrere del cementiri, on hi havia l'església de Sant Pere de Salàs, que li dona nom.
Va a desembocar en el Pantà de Sant Antoni al lloc on hi ha la Font del Caragol.